# Edmund Malecki
Edmund Malecki (* 1. November 1914 in Hannover; † 21. April 2001) war ein deutscher Fußballspieler.

## Karriere

### Vereine
Der Stürmer entstammte dem Verein Borussia Hannover. Er kam dann über den SV Arminia Hannover zu Hannover 96 und gehörte diesem Verein bis Kriegsende an. Malecki war als guter Flankengeber bekannt. Er gewann mit den „Roten“ in den Jahren 1935 und 1938 in der Gauliga Niedersachsen, sowie 1940 und 1941 in der Gauliga Niedersachsen-Süd die Meisterschaft. 1938 wurde er mit Hannover 96 Deutscher Meister. In den Endrundenspielen setzte sich Hannover gegen den 1. FC Nürnberg, Alemannia Aachen und den 1. Hanauer Fußball-Club 1893 durch. Das Halbfinalspiel am 29. Mai 1938 in Dresden entschied Edmund Malecki mit seinem Treffer in 92. Spielminute zum 3:2 nach Verlängerung gegen den norddeutschen Konkurrenten Hamburger SV. Im Endspiel schlugen die Niedersachsen den hohen Favoriten FC Schalke 04 am 3. Juli mit 4:3 (1:1; 3:3) im Wiederholungsspiel nach Verlängerung im Berliner Olympiastadion vor 100.000 Zuschauern. Im ersten Finalspiel am 26. Juni hatten sich die zwei Konkurrenten mit einem 3:3-Remis nach Verlängerung getrennt.

### Auswahl-/Nationalmannschaft
Als Spieler der Gauauswahlmannschaft Niedersachsen kam er im Wettbewerb um den Reichsbundpokal zum Einsatz.
Der Rechtsaußen bestritt während der Zeit von 1935 bis 1939 fünf Länderspiele, in denen er zwei Tore schoss. Sein Debüt für die A-Nationalmannschaft gab er am 25. August 1935 gemeinsam mit seinem Vereinsmitspieler Fritz Deike als die DFB-Elf unter Reichstrainer Otto Nerz in Erfurt mit 4:2 Toren das Länderspiel gegen die Nationalmannschaft Rumäniens gewann. Drei Wochen später, am 15. September führte der DFB einen Doppelspieltag mit der Nationalmannschaft durch und „Ettchen“ Malecki stand in der B-Garnitur, die in Stettin mit 5:0 Toren – in der dritten Minute eröffnete er den Torreigen – gegen Nationalmannschaft Estlands gewann, während zu gleicher Zeit die A-Vertretung in Breslau sich knapp mit 1:0 Toren – Torschütze Edmund Conen – gegen die Nationalmannschaft Polens behaupten konnte. Alle drei seiner folgenden Länderspiele wurden gegen die Nationalmannschaft Luxemburgs ausgetragen. Wiederum bei einer „Doppelveranstaltung“ bestritt er am 27. September 1936 in Krefeld – mit einem Treffer zur 2:1-Führung – sein drittes, am 21. März 1937 in Luxemburg sein viertes und am 26. März 1939 in Differdingen sein letztes Länderspiel. Beim 2:1-Erfolg in Differdingen kamen auch seine Vereinsmitspieler Ludwig Männer und Ludwig Pöhler zum Einsatz.
Malecki ließ seine Karriere später beim MTV Braunschweig als Spielertrainer ausklingen, wo er Ludwig „Pipin“ Lachner ablöste.

## Erfolge
- Deutscher Meister 1938
- Gaumeister Niedersachsen 1935, 1938

## Sonstiges
In Braunschweig unterhielt er eine Kneipe in der Gliesmaroderstraße, später eine Lotto-Toto-Annahmestelle.